# وستمید، نیو ساوت ولز
وستمید (به انگلیسی: Westmead) یک حومه شهر در استرالیا است که در نیو ساوت ولز واقع شده‌است.

## جستارهای وابسته

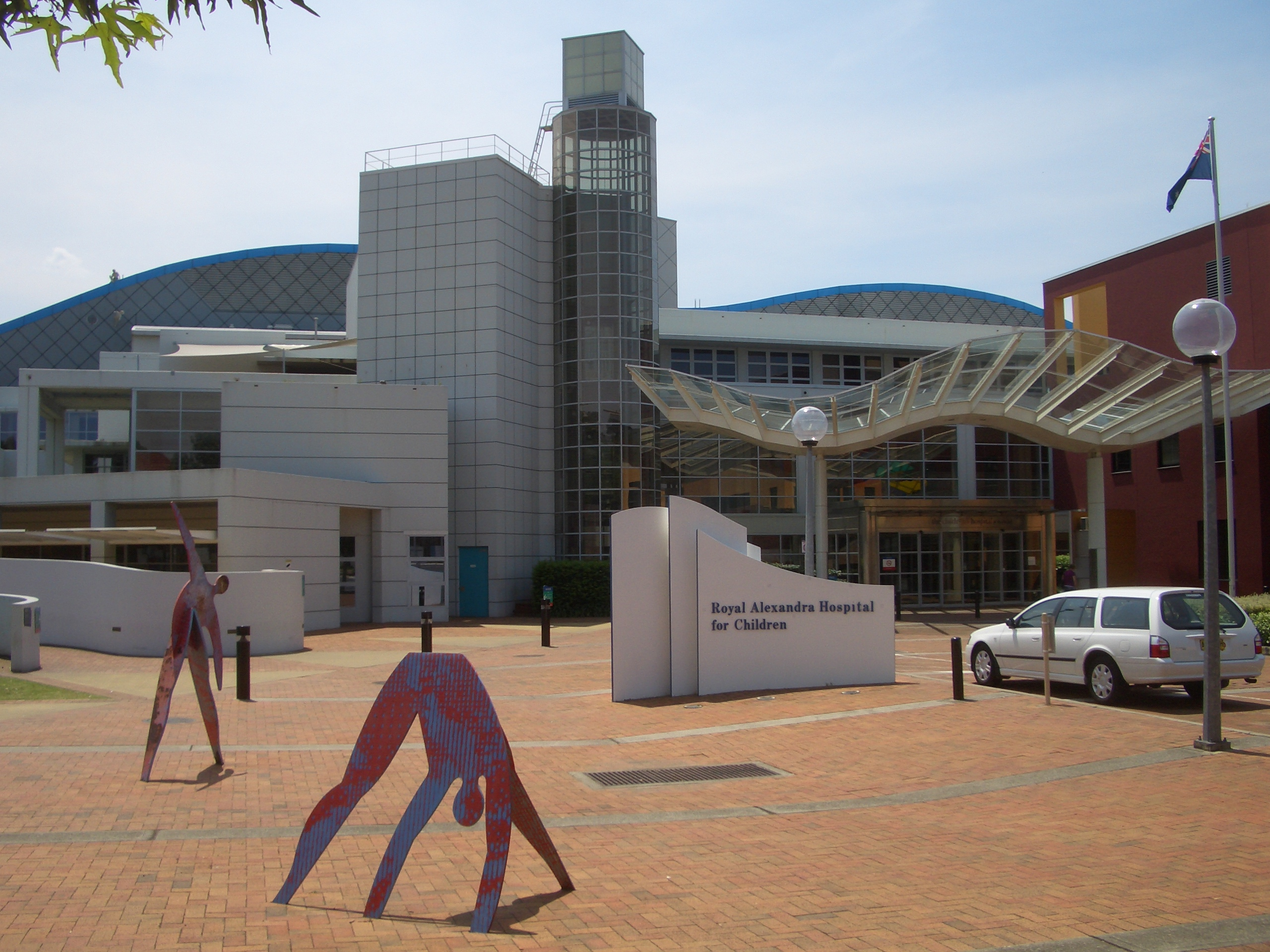
بیمارستان رویال آلکساندرا مخصوص کودکان